# 松枝輪中

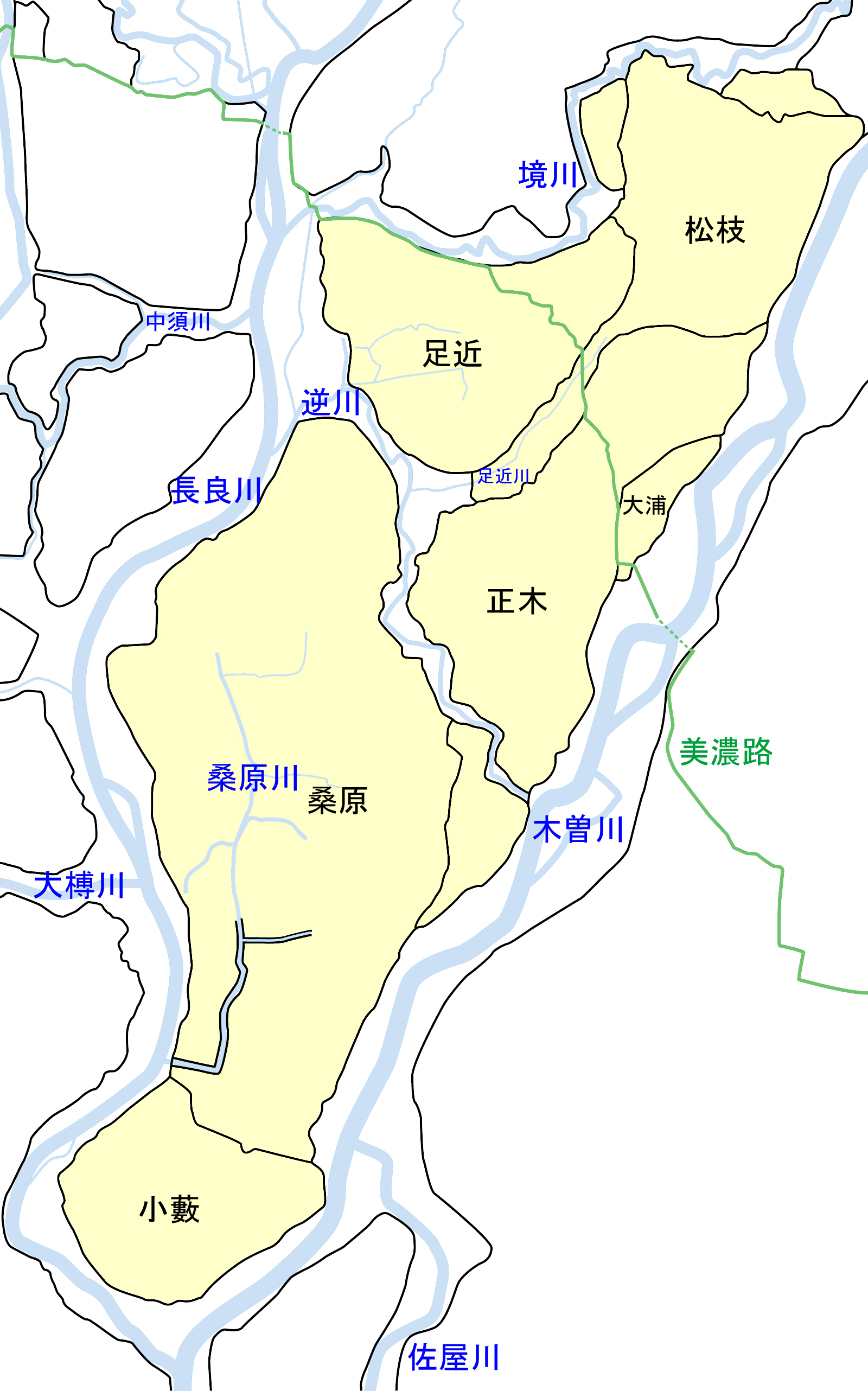
木曽三川分流工事以前の松枝輪中および周囲の輪中・河川の様子

松枝輪中（まつえだわじゅう）は、岐阜県南西部の木曽三川流域にあった輪中。

## 地理

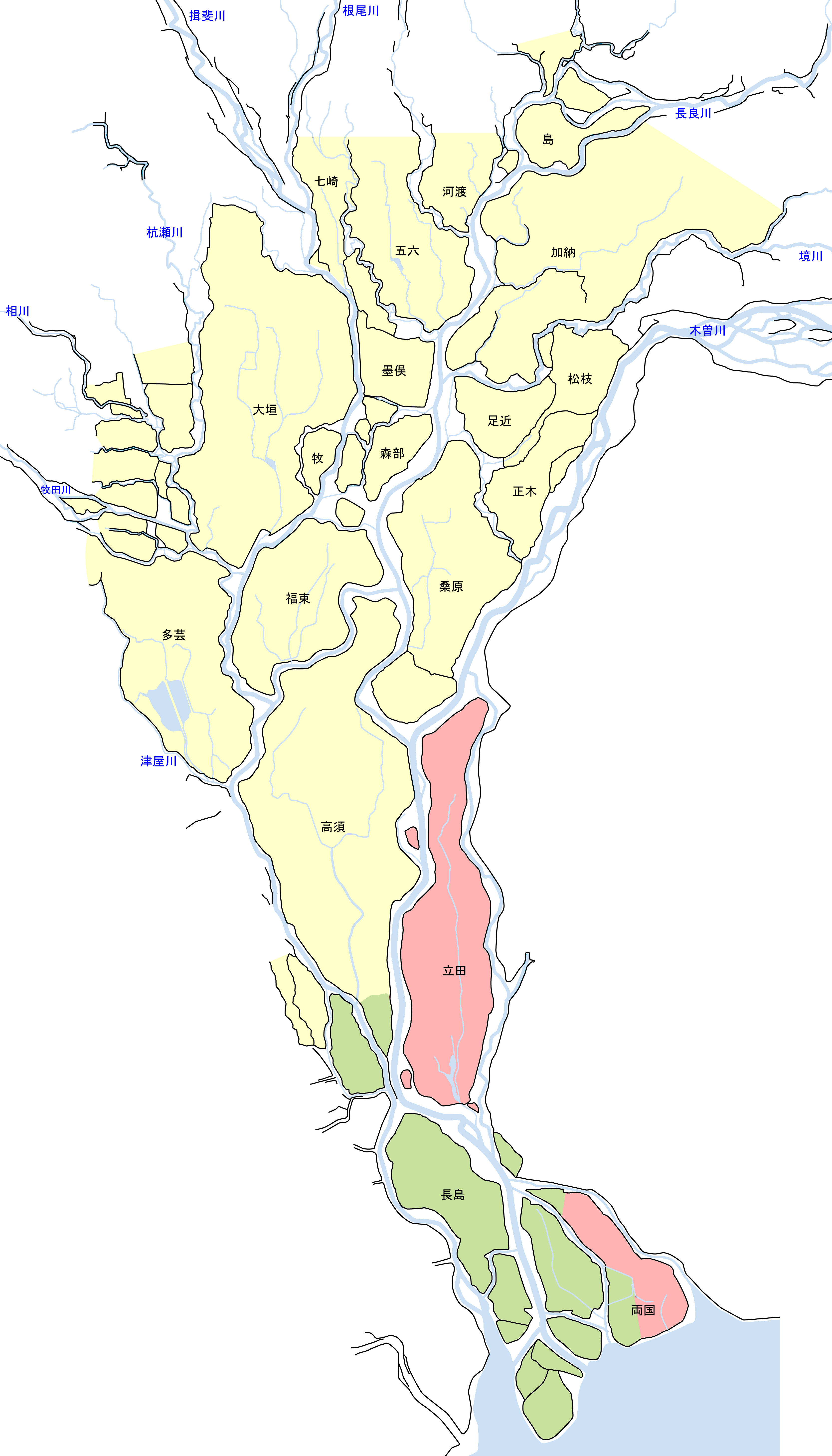
明治時代初期の輪中地帯の様子（黒字は主要な輪中名、水色線・青字は主要な河川、着色は黄が美濃国（岐阜県）・赤が尾張国（愛知県）・緑が伊勢国（三重県））

現在の岐阜市と羽島郡笠松町のそれぞれ一部、古い行政区画でいうと羽島郡柳津村（後の柳津町）と松枝村が該当する地域。木曽川と境川に挟まれており、西に足近輪中、南に正木輪中と隣接していた。田代輪中（でんだいわじゅう）とも呼ばれる。
旧木曽川であった境川は、境川となって水量が減ったことで河川敷が新田として開発されており、松枝輪中に隣接して東野田輪中・西野田輪中が存在していた。

## 歴史

### 宝暦治水まで
松枝輪中が形成された地域は輪中地帯の最上流部に位置し、元々周囲よりも土地としても高かったこともあり、江戸時代中期までは上流側のみに堤防を築く「尻無堤」の状態であった。

### 畑繋堤
1755年（宝暦5年）の宝暦治水によって長良川の水位が上がると、長良川に合流する境川の流れが悪くなったばかりでなく、長良川出水時の影響が境川に影響して松枝輪中に逆水が流入するようになる。1767年（明和4年）に境川に逆水防止の堤防を築くことを笠松の堤方役所に願い出るが、加納輪中の強い反対を受けて吟味差し止めとなる。
耐えかねた松枝輪中の住民は、1783年（天明3年）ごろに「畑に堆肥を入れる」という名目で無断で盛り土を始める。この盛り土は畑となっていた断続した自然堤防を繋いで小堤とすることを目的としたもので畑繋堤（はたつなぐつつみ）と呼ばれるが、この無願工事も加納輪中が堤方役所に訴えたことで中止が命じられる。これを受けて当時の柳津村役人4人が円城寺村の川並奉行所へ陳情するために訪れるが、捕らわれて獄死するといった事件も発生した。
1805年（文化2年）に再度無願工事が行われ、またも加納輪中の訴えにより中止が命じられるが、松枝輪中では命令に従わず堤防の必要性を訴えた。そんな中、北方代官との兼任で川並奉行に任ぜられた酒井七左衛門は松枝輪中の陳情を聞き入れ、慎重かつ献身的な調停策を打ち出して周辺の理解を取り付け、「流れた土を元通りにする」という名目での築堤を許可、1811年（文化8年）に畑繋堤が完成した。
現在では酒井七左衛門と獄死した役人4名は畑繋大神宮に祭られており、畑繋堤跡は岐阜市指定史跡となっている。
- 畑繋大神宮
- 宮内の畑繋堤跡の表示
- 宮内に残る畑繋堤跡。松枝輪中堤で唯一の現存部。

### 逆川の逆水除け締切堤
畑繋堤の完成で北側には連続した堤防ができたが、南側には隣接する足近輪中・正木輪中の堤防が存在するだけで、排水する逆川に対しては堤防がなかった。逆川に対しては、1832年（天保2年）に逆水除けの締切堤が完成し、この時堤外地にあった曲利・須賀・不破一色・市場の4つの村が松枝輪中に加わった。